# Topia (kommun)
Topia är en kommun i Mexiko.   Den ligger i delstaten Durango, i den centrala delen av landet, 1 000 km nordväst om huvudstaden Mexico City.
Följande samhällen finns i Topia:
- Topía
- Valle de Topía
- Las Adjuntas
- Rancho de Tío Juan
- Los Nogales
- El Carmen
- El Destierro
- Rincón de Cruces
- El Laurel
- El Rincón
- Torance
- El Comedero
- La Ojeda